# Lojban nyelv
A lojban nyelvet [ˈloʒban] (ISO 639-2 kódja: jbo) 1987-től fejlesztette a Logical Language Group, a szintén mesterséges loglan nyelvet alapul véve. A tervezés fő szempontjai szerint a predikátumkalkuluson alapuló, de használható, hajlékony és elég gazdag nyelv létrehozása volt a cél. Az alapszavakat a legnagyobb hat nyelvből válogatták össze egy előre létrehozott algoritmus szerint. Ezek az arab, a kínai, az angol, a hindi, a spanyol és az orosz voltak.
A lojbanra jellemző, hogy nem tesz különbséget a jelentéshordozó szavak szófajai között. A nyelvtan szigorúan követi a predikátumlogikát. A mondat szerkezetének hajlékonyságát funkciószavak biztosítják. Nem kell jelezni a számot és az időt, és a nemek sem léteznek. A beszélő ezeket is közölheti funkciószavak segítségével.

## Története
James Cooke Brown 1955-ben a Sapir–Whorf-hipotézis tesztelésére kifejlesztette a loglant. Ezzel azt vizsgálta, hogy mennyire hat a nyelv az ember gondolkodására, azaz, hogy meghatározza, hogy mit gondolhat az ember. Logikus és hajlékony nyelvtanával a loglan lehetővé tette olyan gondolatok megfogalmazását, amelyek nem fejezhetők ki a természetes nyelveken.
Az LLG (Logical Language Group), lojbanul la lojbangirz 1987-ben vált le James Cooke Brown Loglan Intézetéről, mivel Brown megtagadta a nyelv új változatának kiadását, ezért nem lehetett azt kipróbálni.
Brown ragaszkodott a szerzői jogaihoz, ezért
a jogi nehézségek elkerülésére az LLG egy teljesen új szótárat alkotott. Ennek ellenére Brown feljelentette a csoportot a szerzői jogok megsértéséért. A pert végül az LLG nyerte.
A nyelvtant eredetileg nagyjából átvették, de az évek folyamán kibővítették. A teljes nyelvtant 1997-ben adták ki The Complete Lojban Grammar címen. Azóta a lojban.org 1500 érdekeltről, mint 100 íróról tud, akik rendszeresen írnak online, tud néhány tucat beszélőről, akik többé-kevésbé beszélnek lojbanul, akik közül csak maroknyian tudnak valóban folyékonyan beszélni.
A nyelvtan és a referenciaszótár kiadását követő fagyasztás 2002-ben lejárt. Azóta a nyelvet használói alakíthatják tovább: alkothatnak új szavakat, bevezethetnek új idiómákat.
A lojban még mindig sokban hasonlít a loglanhoz:
- Nyelvtana a predikátumlogikán alapul, és képes bonyolult logikai szerkezetek pontos kifejezésére.
- Az írásmód és a nyelvtan egyértelmű, bár a szóképzés néha önkényes. Emiatt kiválóan alkalmas a számítógépes szövegfeldolgozásra.
- Olyan kultúrsemlegesnek tervezték, amennyire csak lehet.
- Szisztematikusabb tanulást és nyelvhasználatot tesz lehetővé, mint a természetes nyelvek.
- Jelzőrendszere lehetővé teszi az érzelmek és a kontextushoz való hozzáállás hatékony kifejezését.
- Az egyszerűség nem volt szempont a tervezésében.

### A szókincs és az irodalom fejlődése
A nyelv alkalmas intellektuális eszköz lehet a kreatív íráshoz, és sok lehetőséget rejthet, amelyek még feltárásra várnak. Az irodalmi használatot támogatja az a jelölő, ami azt jelzi, hogy ami következik, az átvitt értelmű, például a szívfájdalom itt nem azt jelenti, hogy szó szerint a szív fáj.
Emellett dicsérik az érzelmek pontos kifejezését is. A kétértelműség eltávolítása segít a szabadabb önkifejezésben, és az elgondolások kifejtésében is. Mivel arra készült, hogy eltávolítsa a nyelvi korlátokat, ezért a kifejezés olyan szabad, amennyire csak lehet. Lehet értelmetlenséget beszélni lojbanul.
Azonban, mivel a lojbanul tudók közössége kicsi, az irodalmi alkotások száma is kevés. A kreatív kiterjesztések alig valósultak meg; a benne rejlő potenciál megnyilvánulásához anyanyelvi beszélőkre várnak.). Léteznek gyűjteményes munkák, és Wikipédia is van lojbanul. Ezek fejleszthetik a nyelv szókincsét, de még ezeknek is sokat kell fejlődniük.
A jelenleg elérhető írások legtöbbje megtalálható a Lojban.org oldalon, habár léteznek ettől független blogok is. Lojban kifejezések gyűjthetők a Lojban IRC-n és annak archívumából, de nyelvtani pontosságuk nem garantált. Az írások között találhatók fordítások és eredeti művek is, köztük versek, novellák, regények és tudományos témájú művek is. Ezzel párhuzamosan elindult egy szöveggyűjtemény projekt is, ami fordításokat gyűjt minden nyelvből, különféle műfajokból és változatos stílusban.
A szókincs szóösszetételekkel és kölcsönszavakkal bővül, az alapszavak és funkciószavak alapjában véve változatlanok, de kísérleti újításként ezekből is bevezettek néhány újat. A szókincs eloszlása aránytalan, Cortesi szerint például a matematikai területen a szókincs szűkös. Így be kellett vezetni a szteradiánt (stero), a tangenst (tanjo), a reciprokot, illetve inverzet (fa'i), a mátrix transzponáltját (re'a), és még sok más operátort és mértékegységet.
További példák a szókincs bővítésére:
- Sok, ma nem is létező afrikai ország neve szerepel a listán, míg más országnevek, többek között ahol a forrásnyelveket beszélik, bővítésre szorulnak.
- Az alapszavak nem teszik lehetővé a fénykép és az illusztráció megkülönböztetését, mindkettőt képnek lehet csak nevezni (pixra).

### Tananyagok
Az LLG és a közösség más tagjai tananyagokat készítettek a nyelvtanulás segítésére. Angol nyelven elérhetők így a The Complete Lojban Language (CLL, alternatív címein The Red Book vagy The Codex Woldemar) 1997-ben jelent meg. Emellett azóta is folyamatban van további segédeszközök, mint idiómagyűjtemény, adatbázis, eszköz a gépi fordításhoz, adatbázisok, logikakönyv és weboldal.
A Lojban nyelv tanulásához már elérhetők különböző szintű tananyagok az angol mellett francia, spanyol, orosz, héber és eszperantó nyelven.
A lojban nyelvközösségen belül még mindig nagy az aránytalanság. A nyelv semlegességének fenntartása és továbbfejlesztése érdekében várják az újoncokat az aránytalanságok eltüntetésére.

### További célok
A loglant a Sapir–Whorf -hipotézis tesztelésére alkották. A lojban nyelvi közösség azonban újabb célokat tűzött ki magának, többek között:
- A többértelműségek kiküszöbölése
- Tudományos célú használat
- Nemzetközi segédnyelv
- Tanítási segédeszköz
- Nyelvészeti kutatások
- A mesterséges intelligencia kutatása
- Az ember és a gép kommunikációjának segítése, ontológiák tárolása, gépi fordítás
- Az emberi kommunikáció támogatása a logikus szerkezettel és a kifejezőerő megnövelésével

Ezeket a célokat azonban nem veszik olyan komolyan, hogy ne tudjanak barátkozni lojban nyelven beszélgetve.

## Közösség

### Az interneten
A lojbant ismerők leginkább az interneten tevékenykednek, mivel nemzetközi közösségük nagyon kicsi. 
- Lojban.org:[5] a felhasználók által fenntartott oldal, az LLG-n kívüli lojban közösséget próbálja összefogni
- Lojban IRC (irc.freenode.net #lojban): a Freenode IRC hálózaton alapul.
- Lojban levelezőlista:[10] kezdőknek szóló információs és tanulást segítő levelezőlista
- jbovlaste:[11] hivatalos szótárszerkesztő interfész. Kezdeményezte Jay Kominek, karbantartja Robin Lee Powell. A felhasználók példákkal és szómagyarázattal javasolhatnak új szavakat, amelyekről szavazhatnak is.
- samxarmuj/The Lojban Moo: többfelhasználós virtuális környezet, ami a régi szöveges táblajátékokra hasonlít.[12]
- le jbopre pe lj's Journal:[13] közösségi lojban blog
- lojban-valsi:[14] minden napra egy szó levelezőlista a Yahoo! Groupson.
- jbotcan.org:[15] lojban nyelvű fórum
- uikipedias:[16] a lojban Wikipédia

### Logfest
Már 1990 óta tartanak évenkénti lojban találkozókat az Amerikai Egyesült Államokban; ezek a találkozók a Logfest nevet viselik. A hétvégi találkozó egyetlen napirendje az LLG közgyűlése, a többi program kötetlen, a résztvevők azt csinálnak, amit akarnak: beszélgetnek lojbanul, ismerkednek, tanítanak és tanulnak, vagy technikai kérdésekkel foglalkoznak. A találkozó IRC-n követhető.

### Összetétele
A lojban nyelvet beszélők pontos száma ismeretlen. A Lojban.org szerint legtöbbjük Ausztráliából, Izraelből és az Amerikai Egyesült Államokból való.
A Frappr.com szerint 2007-ben ezekből az országokból érdeklődtek a nyelv iránt: 
Argentína, Kanada, Kína, Észtország, Franciaország, Németország, Hollandia, Írország, Norvégia, Egyesült Királyság, Oroszország, Ukrajna, Thaiföld, Venezuela.

### Ismert személyiségek
- Bob LeChevalier (alias lojbab): az LLG elnöke.[19]
- John Cowan (alias jcowan): a The Complete Lojban Language szerzője.
- Jorge Llambías (alias xorxes): az egyik legaktívabb lojbanos, több fordítás fűződik a nevéhez. A levelezőlistán is aktívan támogatja a kezdőket.
- Matt Arnold (alias epkat): szintén az egyik legaktívabb lojbanos, részt vett a fordításprojektben és a szoftverfejlesztésben.
- Nick Nicholas (alias nitcion): ausztrál nyelvész, a nyelv első ismert folyékony beszélője, bár szerinte csak a második, aki folyékonyan beszél lojbanul. Lojban író, a Lojban For Beginners egyik szerzője.
- Robin Turner: angol filozófus és nyelvész Törökországban, a Lojban For Beginners másik szerzője.
- Robin Lee Powell (alias camgusmis): a Lojban.org webmestere, ő biztosítja a szervert és a sávszélességet. A lojban nyelvet írásaival is támogatja, ő írta a la nicte cadzu (Éjjeljárók) regényt.

## Írás és hangtan
A lojban írásrendszere szigorúan fonologikus. Ez azt jelenti, hogy minden betűnek pontosan egy fonéma felel meg. Az írás adaptált latin betűs, ezekkel a betűkkel:
| a
| b
| c
| d
| e
| f
| g
| i
| j
| k
| l
| m
| n
| o
| p
| r
| s
| t
| u
| v
| x
| y
| z
| .
| ' |
Nem használják a <h>, <q> és a <w> betűket, viszont bekerültek a <.> és az <'> betűk.
Nagybetűket általában nem használnak. Ha mégis felbukkannak, akkor a szabályostól eltérő hangsúlyt jeleznek. Például a Párizs szó lojbanul paRIS, mert szabályosan a hangsúly a pa szótagra esne.
Az <a> <e> <i> <o> <u> magánhangzók értelemzavar nélkül ejthetők hosszan vagy röviden, feszesen vagy fesztelenül. Az <y> egy svá hang.
A legtöbb mássalhangzó kiejtése egyezik a magyaréval. A <c> kiejtése s, a <j> zs-nek ejtődik, az <s> sz-nek ejtendő, az <x> pedig a technika szó ch-jának felel meg.
Az <.> <'> betűk speciálisak, és nem számítanak sem magán-, sem mássalhangzónak. Emellett a <'> csak szó belsejében, két magánhangzó között állhat, kiejtése egy gyenge h. A pont rövid szünetet jelöl.
Idegen szavakban és nevekben használatos még a <,> a szótagok elkülönítésére. Az ábécé nem tartalmaz írásjeleket, de használatuk megengedett.

## Alaktan
A lojban szigorú alaktani szabályoknak engedelmeskedik. Minden szó a szerkezete alapján besorolható a három szóosztály valamelyikébe.
Az LLG megköveteli, hogy a szófajokat, a szóosztályokat és a mondatbeli szerepeket lojbanul nevezzék meg, hogy a leírás szakszerű maradjon és ne vezessen félreértésekhez. A megértés megkönnyítésére azonban használatosak nemzeti nyelvű kifejezések is, de pontosabbak vagyunk, ha az eredeti szavakat használjuk.

### Mondatszavak
Lojbanul brivla. Ide tartozik minden jelentéshordozó szó. Mindig magánhangzóra végződnek, és az első öt betűjükben mássalhangzó-torlódást kell tartalmazniuk. A mondatszavak három alcsoportba oszthatók:
- Alapszavak (gismu): a lojban nyelv alapszókincse. Felépítésük CVCCV vagy CCVCV, ahol C mássalhangzót, V magánhangzót jelöl. Ebbe nem számítanak bele ezek: <y> <.> <'>. Számuk 1600, és mindegyiknek megvan a maga világos környezete. Belőlük összetételek és funkciószavak alkothatók.
- Összetett szavak (lujvo): egy vagy több átformált alapszó összetételei.
- Idegen szavak (fu'ivla): más nyelvből átvett, a lojban nyelv fonológiájához igazított szavak.

Példák:
- gismu, lujvo és cmavo alapszavak
- fu'ivla összetett szó
- spageti idegen szó

### Funkciószavak
A funkciószavak a mondatszavak által be nem töltött nyelvtani feladatokat látják el. Ezek teszik egyértelművé a mondanivalót. Alakjuk lehet:
| .V | .VV | .V'V | CV | CVV | CV'V |.
Egy-egy tartalmas szó előtt több funkciószó is állhat, ilyenkor az értelmezés belülről kifelé halad. Mivel a lojban nem ragoz, ezért ezek a szavak gyakoribbak, mint a magyarban.

### Tulajdonnevek
A tulajdonnevek (cmene) mindig mássalhangzóra végződnek, és megfordítva, minden mássalhangzóra végződő szó tulajdonnév. A más nyelvekből átvett tulajdonneveket rendszerint fonetikusan átírják. A magánhangzóra végződő nevek végére egy mássalhangzót, többnyire <s>-t illesztenek.
Példák:
- János → ianoc
- Sándor → candor
- Róma → romas

## Alapvető nyelvtan
A lojban nyelvtan a predikátumlogikán alapul. Ez többek között azt jelenti, hogy minden mondatnak világos logikai kijelentésnek kell lennie. Ez azért lehetséges, mert a nyelvtan egyértelmű, és minden morfémának megvan a maga egyértelmű szerepe. Azonban ez nem jelenti azt, hogy lojban nyelven nem lehet pontatlannak lenni, értelmetlenséget beszélni vagy félreérthetőnek lenni: a nyelvtan fenti tulajdonságai csak szemantikai szinten teljesülnek, és a pragmatikára már nem jellemzők.
A fenti célok elérése érdekében a lojbannak a természetes nyelvekben szokatlan eszközöket használ. Az 1600 alapszó mindegyikét előre definiált relációk fűzik az őket körülvevő szavakhoz. Ez egy mélyen fekvő nyelvtani szerkezet, amin belül le lehet mondani a közelebbről meghatározó viszonyító eszközök, úgy mint elöljárószavak, ragok, névutók, végződések használatáról. Így minden alapszó használható igeként (lojbanul selbri) egy predikátummondat (bridi) kifejezésére. A logikai nyelv értelmében a többi helyre vonzatok helyett argumentumok (sumti) kerülnek.
Példa:
A klama alapszóhoz (jelentése jön/megy) egy öt argumentumú reláció tartozik. Az argumentumok jelentései a következők:
- x1 = a mozgó alany
- x2 = cél
- x3 = kiindulási hely
- x4 = egy hely, ahol a mozgás áthalad
- x5 = közlekedési eszköz

Példamondat:
```
mi klama la paRIS. la xamburk. la keln. lo karce
```

magyarul: Hamburgból Párizsba utazom Kölnön át autóval.
Ahol:
- mi (én) a mozgó,
- la paRIS a cél,
- la xamburk a kiindulópont
- la keln áthaladási hely
- lo karce (autóval) a használt közlekedési eszköz

A la és a lo szavak leírók közelebbről megjelölik a szavak közelebbi megjelölésére. A la szócska a mondat elején áll, a lo mutatja, hogy egy vagy több tényleg létező autóról van szó. Ezzel szemben a le egy olyan dolgot jelölne, ami ténylegesen nem biztos, hogy autó, de annak tekintjük.
További példák:
```
la .alis. viska la bob.
```

magyarul: Alice (vagy Ali) látja Bobot.
Ahol a viska szónak egy három argumentumú reláció felel meg, ahol x1 aki lát, és x2, amit vagy akit lát. A harmadik argumentum azt jelölné, hogy milyen körülmények között látja, de ezt itt most elhagytuk, mivel nem lényeges.
A dunda szintén három argumentumú:
```
mi dunda ti la bob.
```

magyarul: Ezt itt Bobnak adom.
A szórend annyiban szabad, hogy az állítmány nemcsak a második helyen lehet, hanem hátrébb is vihető, viszont további változtatások nélkül nem kerülhet a mondat legelejére.
```
 la .alis. la bob. viska
```

magyarul: Alice (vagy Ali) látja Bobot.
A patfu két argumentumú: az első az apa, a második, akinek az apja.
```
mi do patfu.
```

magyarul: Én vagyok az apád.
A xamgu három argumentumú: x1 jó x2-re x3 szerint. A hátrább levő argumentumok elhagyhatók, ekkor vagy lényegtelenek, vagy kikövetkeztethetők. Azonban implicit megmaradnak, ezért ezen a módon semmiről sem lehet abszolút kijelentést tenni. Tehát a következő kijelentés sem abszolút:
```
ta xamgu
```

magyarul: Ez jó.
Ha az állítmány a mondat elejére kerül, akkor az alany elmarad:
```
karce
```

magyarul: Ez egy autó. Vagy: Vigyázat, autó!

### Más mondatszerkezetek
A fentiektől különböző mondatszerkezetek is lehetségesek. Megváltoztatható az argumentumok sorrendje, és nemcsak az utolsó argumentumok hagyhatók el. Ebben a fa, fe, fi, fo, fu funkciószavak segítenek, amelyek rendre azt jelölik, hogy most jön az x1 argumentum, most jön a második argumentum, és így tovább.
```
klama fi la xamburk. fa mi
```

magyarul: Hamburgból jövök.
Az argumentumok sorrendje is megváltoztatható: se (x1 és x2 felcserélése), te (x1 és x3 cseréje), ve (x1 és x4 cseréje), xe (x1 és x5 cseréje). Ezek a cserék szenvedő jelentést kölcsönöznek a mondatnak. A cserék kombinálhatók is, így akármely argumentumpár felcserélhető, bár ritkán élnek ezzel a lehetőséggel. Magyarul ezek a jelentések nehezen adhatók vissza.
Példák:
```
 x1    klama            x2        x3        x4        x5

    A menő megy           cél  kiindulópont    át       járművel
```

```
    
x1    se klama         x2        x3        x4        x5

    A célt  megközelíti   a menő     kiindulópont  át   járművel
```

```
    
x1    te klama         x2        x3        x4        x5

A kiindulópontból  elindul célba    a menő        át    járművel
```

```
    
x1    ve klama         x2        x3        x4        x5

    át       megközelíti    a célt kiindulópont  a menő járművel
```

```
    
x1    xe klama         x2        x3        x4        x5

    járművel megy           célba kiindulópont    át    a menő
```

### A szófaj megváltoztatása
A lojban mondatszavak mind igenévszók. Összességében a lojban nem tesz különbséget főnevek, igék és melléknevek között. Ezt azért oldották meg így, hogy ne kelljen foglalkozni a szavak átképzésével az egyik szófajból a másikba. Egy mondatban a szavak szófaját a szó által betöltött szerep dönti el.
Például a
```
mi klama la paRIS. la xamburk. la keln. lo karce
```

magyarul: Hamburgból Párizsba utazom Kölnön át autóval.
mondatban a karce szó főnév, mert argumentumként használták. Ellenben a
```
 ti karce le prenu
```

magyarul: Ez egy személyek szállítására szolgáló autó.
mondatban igeként szerepel, ahol jelentése autónak lenni, és relációja három argumentumú, ahol x1 az alany, x2 aminek a szállítására való, és x3 a meghajtás módja. Mivel a magyarban az autó nem igenévszó, ezért az igei típus eltűnik a fordításkor, de szerepe megegyezik a tipikus cselekvő igékkel, mint a megy (klama) vagy az olvas (tcidu).
Összehasonlításként:
```
le cribe cu klama

     
Jön egy medve.
```

```
le klama cu cribe

     
Ami jön, az egy medve.
```

A cu funkciószó nélkül a cribe és a klama szavak mondatszóláncot alkotnának a le hatókörében.
A se, te és a társaik az argumentumként használt mondatszavakhoz is kapcsolódhatnak. Például így lesz a viska szóból lo se viska, aminek jelentése: a látott dolog, a látvány:
```
 lo se viska cu melbi

     
A látvány szép.
```

### Mondatszóláncok
A mondatszóláncokban (lojbanul: tanru) több mondatszót fűznek össze. Ez annak a szokásos módja, hogy az egyik egy másik jelentését módosítsa. Ezt a magyarban melléknevekkel, határozószavakkal és összetett szavakkal fejezzük ki:
```
 gerku zdani

    
Ez egy „kutyaház”.
```

A mondatszóláncok pontos jelentéséhez a szövegkörnyezetet is. A mondat jelenthetne kutyaszagú házat , vagy olyan házat is, ahol a kutyatartás megengedett.
```
 lo gerku zdani cu xekri

    
A „kutyaház” fekete.
```

Itt a cu szeparátor elválasztja a xekri szót, ami ezáltal nem tartozik a füzérhez. Nélküle a kifejezés ezt jelenthetné: kutyaházfekete.
Eszerint, ha több mondatszó alkot láncot, akkor balról jobbra értékelődnek ki (angolul: left grouping rule):
```
barda gerku zdani

    
Ez egy nagy kutyáknak való ház.
```

Itt lehetséges funkciószavakkal zárójelezni, vagy logikai műveleteket kifejezni, ezért ezek a sorozatok nagyon bonyolultak is lehetnek. Egy gyakran idézett angol példa a pretty little girl school, ami nagyon nem egyértelmű. Lehet „szép és kicsi lányiskola”, vagy „szép iskola kislányoknak”, „iskola szép kislányok számára”. Lojbanul a megfelelő melbi cnino nixli ckule (szép-kis-lány-iskola) mondatszólánc különböző funkciószavak segítségével 40 különböző kijelentés képezhető, ahol a legtöbbnek nincs is értelmes jelentése.

## További nyelvtani jelenségek

### A funkciószavak osztályozása
A nyelvtan egyértelműségének érdekében minden funkciószóra rögzítve van, hogy milyen környezetben fordulhat elő. Viselkedésük szerint csoportokba foglalták őket.
Minden osztályt egy eleméről neveztek el, és a megkülönböztetés érdekében csupa nagybetűvel írják. Itt a <h> a <'> nagybetűjének számít. Az alapvető nyelvtanban ezekkel az osztályokkal lehet találkozni:
- BO (bo) – precedenciajelölő a mondatszóláncokban
- CU (cu) – predikátumszeparátor
- FA (fa, fe, fi, fo, fu) – helyjelölők
- KOhA (mi, do, ti) – névmások
- LA (la) – névleírók
- LE (le, lo) – mondatszóleírók
- SE (se, te, ve, xe) – inverziójelölők

### Kérdések
Az eldöntendő kérdések kérdőszava xu (az .UI osztályból). Ha a xu a mondat elején áll, akkor a kérdés semleges, és a mondat egészére vonatkozik:
```
 xu la berlin. dotco

     
Berlin német?
```

Ha a xu hátrább áll, akkor célzottan az adott mondatrészre vonatkozik a kérdés:
```
la berlin. dotco xu

     
Német-e Berlin?
```

A többi kérdést a kérdezett mondatrészek helyére tett kérdőszavakkal kérdezik. A mondat szórendje változatlan. A legtöbb funkciószóosztálynak megvannak a maga kérdőszavai. Legegyszerűbb példák a ma (a KOhA-ból, a névmások osztályából) és a mo (a GohA-ból, az igét helyettesítő funkciószavak osztályából):
```
ma viska ma

     
Ki mit lát?
```

```
la berlin. mo

     
Berlin micsoda?
```

### Tagadás
Az egész mondat tagadásához a legegyszerűbb a na (a NA-ból) funkciószót az állítmány elé helyezni. A leginkább ráillő jelentés az, hogy: Nem az a helyzet, hogy... A na a logikai nemnek felel meg, és semmit sem állít az alternatívákról:
```
le ninmu na tavla

     
A nő nem beszél.
 (Hallgat.)
```

Lehjet úgy is tagadni a NahE osztály tagjaival. hogy alternatív megoldást sugallunk. A legfontosabb példa maga a na'e szó:
```
le ninmu cu na'e tavla

     
A nő nem 
beszél
.
 (Hanem például ír.)
```

A na'e a mondatszóláncokban is használható, ezért a cu nem maradhat el.

### Idő, hely, aspektus
A lojban az időt, a helyet, és az aspektust nem jelöli az igén, és ezeket nem is kötelező jelölni a mondatban. Ha nincsenek benne ilyen jelölők, akkor a mondat meghatározatlan lesz; a fenti példák akár múlt időben is értelmezhetők lennének.
A nyelvnek számos olyan szava van, amelyekkel megjelölhetők ezek a körülmények. A szakirodalom ezek használatát lelki útnak nevezi: a beszélő időn, téren és a realitáson át vezeti a hallgatót a cselekvés helyére és idejébe. Mindezek a szavak egységesen viselkednek, de hagyományosan jelentésük szerint több osztályba sorolják őket. Helyük általában az ige előtt van. A továbbiakban egységesen jelölőknek nevezzük őket.
A következő példában pu (a PU-ból) jelöli a múltat, a zu (a ZU-ból) a nagy időbeli távolságot és vi (a VI-ből) a térbeli közelséget a beszélő szempontjából:
```
le nanmu puzu vi cusku noda

     
Valamikor régen innen nem messze a férfi nem szólt semmit.
```

Ahogy a na esetén, itt sincs szükség cu-ra:
```
le nanmu pu'i reroi co'i vi klama

     
A férfinak bizonyítottan lehetősége volt arra, hogy kétszer sikeresen a közelbe jöjjön.
```

A klama alanytól különböző argumentumai nincsenek kitöltve. Az egész mozgás a közelben történt, de a mondatból nem tudjuk meg a célt, a kiindulási helyet, az áthaladás egy pontját vagy a haladás módját.
Leírókkal főnévi szerepbe helyezett mondatszavak mellett is használhatók ezek a megjelölések:
```
 le be'avu cusku

     
az innen messze északra beszélő
```

A különböző jelölők logikai műveletekkel is összekapcsolhatók.

### Elöljárószavak
A lojban nyelv viszonylag kevés elöljárószót igényel, mert a mondatbeli helyek rendszere sok elöljárószót feleslegessé tesz. Ezért csak akkor kerülnek elő, ha a beszélő további körülményeket akar közölni.
A leggyakoribb a térbeli és az időbeli információk megosztása. Ekkor a jelölők használhatók elöljárószavakként:
```
vi la xamburk. pu li 1995

     
Hamburg közelében 1995 előtt
```

ahol li (a LI-ből) számot jelöl.
A többi elöljárószó mondatszavakból vezethető le. A fi'o funkciószóval bármely mondatszó elöljárószóvá tehető. Például a ciska jelentése: x1 ír x2-t x3-ra x4-gyel; a reláció nem jelöli a színt. A fi'o skari jelentése: valamilyen színben.
```
mi ciska da fi'o skari le blanu 

     
Írok valamit kékkel.
```

A fi'o szerkezet elkerülésére egyes mondatszavakhoz vannak elöljárószavak, amelyek a fi'o szerkezetet rövidítik. Például a nyelv lojbanul bangu, és az ennek megfelelő elöljárószó bau (x1 az a nyelv, amit x2 használ x3 kifejezésére).
```
mi ciska bau la lojban.

     
Írok valamit lojbanul.
```

### Absztrakciók
Az absztrakciók speciális szerkezetek, amelyek absztrakt főneveknek és mellékmondatoknak felelnek meg. Az absztrakciók absztraktorral kezdődnek (a NU-ból), és egy mondattal folytatódnak. Maga a nu azt jelenti, hogy valaminek az eredménye.
```
ti nu prami le mamta

     
Ez anyai szeretet.
```

Az absztrakciók úgy viselkednek, mint az egyszerű mondatszavak. Használhatók leírókkal:
```
lenu la brutus. .e la longinus. catra la kaisar.

     
Caesar meggyilkolása Brutus és Longinus által
```

A nu mellett még más absztraktorok is vannak, például a ka (valamilyen tulajdonság), vagy a du'u (a ... kijelentés), ami sokszor fordítható a hogy szóval:
```
mi djuno ledu'u la kaisar. se catra

     
Tudom, hogy Caesart megölték.
```

### Szövegszerkezet
A lojban igyekszik a beszélt és az írott nyelvet egymáshoz közel tartani, így a beszélt szövegben is megjelennek a mondatvégi jelekként és a bekezdéseket lezáró jelekként működő funkciószavak. A .i a mondatvégi írásjelek megfelelője; ha egy mondat nem vezet be új témát, akkor ezzel zárják le. Ha egy beszélgetés közben valaki más veszi át a szót, akkor nem kell az előző beszélő utolsó mondatát követően pótolnia az .i-t.
A .i helyett használható ni'o új témát vezet be, és no'i egy korábbi témához tér vissza. A nagyobb egységeket több ilyen funkciószó is lezárhatja a NIhO osztályból.
A .y. egy indulatszó. A fa'o (a FAhO-ból) a szöveg végét jelzi a számítógépes szövegfeldolgozás számára. 

## Felhasználása
A lojban elődjét, a loglant a Sapir–Whorf-hipotézis tesztelésére fejlesztették ki, ez azonban lassanként háttérbe szorult. A nyelvtudomány számára azonban még mindig izgalmas kutatási területet jelent.
IRC csatornákon rendszeresen csetelnek lojbanul és a lojbanról, és különböző szövegek fordításai is megtalálhatók az interneten, például az LLG honlapján. A „jbocradi” podcastok 2005 óta rendszertelenül jelentkeznek lojbanul és a lojbanról.
Egyes területek, például a jog pontos nyelvhasználatot követelnek meg. Hartmut Pilch a Fördervereins für eine Freie Informationelle Infrastruktur egy részének dokumentációját lojbanul adta meg. A gépi fordítás köztes nyelveként segíthet megtalálni a többértelműséget, és csökkentheti a fordítás költségigényét.

## Összehasonlítás más logikai nyelvekkel

### Loglan
A loglan jelenleg a James Cooke Brown által szerzett loglan nyelvből származó nyelvek nyelvcsaládját jelöli. Ahogy Dr. Brown megerősítette, a The Loglan Institute (TLI) továbbra is loglannak hívja Brown loglanját. Ebben a szakaszban a loglan erre a nyelvre vonatkozik.
A legfőbb különbség a loglan és a lojban között a szókincs. A későbbi The Logical Language Group, LLG 1986-ban döntött a szókincs lecseréléséről a szerzői jogok miatt, azonban a pert nem tudták elkerülni. Hosszas jogi csatározások után bíróságnak kellett kimondania, hogy ezek a szerzői jogok érvénytelenek, de addigra már meggyökeresedett az új szókincs.
Először a mondatszavak zárt készletét cserélték le. A szóalkotás a loglan szóválasztáshoz hasonlóan működött. A jelölteket a következő módopn választották: kiszámították, hogy a forrásnyelveket milyen arányban beszélik, és a szavakban található betűk arányának ezt kellett tükröznie. A loglanhoz képest az adatokat frissítették. Végeredményül a szavak jobban hasonlítanak kínai, mint angol megfelelőjükhöz. Például a loglan norma szó lojbanul cmavo, (cf. kínaiul 常, pinyin átírással cháng).
A funkciószavakat a nyelvtan leírása közben rögzítették.
A loglan és a lojban nyelvtana nagyban hasonlít egymásra. A nyelvtanról szóló szakaszok nagy része a loglanra is teljesül. A legtöbb egyszerű, deklaratív mondat szó szerint fordítható a két nyelv között, a finomabb részletek azonban eltérnek. A lojban nyelvtant többnyire a YACC nyelvdefiníciós formalizmussal és néhány előfeldolgozó szabállyal adják meg. A loglan nyelvtant egy rövid korpusz adja meg, ami évtizedek óta változatlan.
Az angolban használatos terminológia is különböző. Brown angol, latin és görög szavakat használt, egy kicsit megváltozott jelentéssel. A lojbanosok inkább a lojban saját szavait használják akkor is, ha más nyelven írnak nyelvtant, hogy elkerüljék a félreértéseket.
A lojban hangrendszeréből eltávolították a q mássalhangzót és a w magánhangzót, a h-t pedig az x-re (ch) cserélték. Hozzávették az  ' -t is, amit a nemzetközi fonetikai ábécében [h] jelöl, de csak két magánhangzó között jelenhet meg, és nem is tekintik valódi mássalhangzónak. Merev fonotaktikai rendszert alkottak a lojban számára, ami bizonyos magánhangzó-mássalhangzó mintákat csak kölcsönszavak (fu'ivla) számára engedélyez. A loglanban nincs ilyen merev rendszer.

### Lojsk
A lojsk nyelvet Ari Reyes kezdeményezte. A nyelvre hatottak a következők: loglan, lojban, Universal Networking Language (UNL), eszperantó, Visual Basic, Dutton's Speedwords, ceqli és gua\spi. A lojsk egy szótagos nyelv, és kisebb a redundanciája, mint a lojbané; egyes vélemények szerint zajos környezetben nehezebben érthető, bár a gyakorlatból nem ismertek eredmények.

### Voksigid
A voksigid nyelvet egy internetes csoport alkotta Bruce R. Gilson vezetésével. Egy olyan loghikai nyelvet próbáltak létrehozni, ami teljesen független a többi ez irányú próbálkozástól. Nyelvtana a japán nyelvre emlékeztet, míg a szógyökök főként európai eredetűek. Mivel a pozíciós rendszert nehéz megtanulni, ezért a vokisigid specifikus elöljárószavak gazdag készletét használja.

### Gua\spi
A gua\spi a loglanból és a lojbanból származó egy szótagos tonális logikai nyelv. Alkotója Jim Carter. Egyes funkciószavakat a hat tónus helyettesíti. Emellett hiányzik a metanyelvi tagadás is. Többen kritizálták ezt és több más jellemzőjét, például a tónusokat, a több elemű halmazokra való utalást, és a gyűjtőneveket.

## Példák

### Gyakori mondatok
| Lojban                                        | Szó szerint                                            | Magyar                       |
| --------------------------------------------- | ------------------------------------------------------ | ---------------------------- |
| coi/co'o coi/co'o                             | [Legyél jól!]                                          | Szia!                        |
| pe'u pe'u                                     | [Kérem!]                                               | Kérem!                       |
| ki'e ki'e                                     | [Köszönöm!]                                            | Köszönöm                     |
| .u'u u'u                                      | [Megbánás!]                                            | Bocsánat                     |
| xu do se glibau/jbobau xu do se glibau/jbobau | [true-false?] te vagy-egy-beszélője-angolnak/lojbannak | Beszél(sz) angolul/lojbanul? |
| ti/ta/tu ti/ta/tu                             | ez-itt/az-itt/az-ott                                   | ez itt/az itt/az ott         |
| mi na jimpe mi na jimpe                       | Én [hamis] értem                                       | Nem értem                    |
| go'i go'i                                     | az-utolsó-mondat                                       | Igen/Igaz                    |
| na go'i na go'i                               | [hamis] az-utolsó-mondat                               | Nem/Hamis                    |
| la'u ma la'u ma                               | lenni-egy-mennyiség valamiből                          | Mennyi?                      |
| ma jdima ma jdima                             | mi az-ára                                              | Mennyibe kerül?              |

### Néhány jellemző kifejezés
- .oiro'o bu'onai pei
Fáj még?
- mi nelci ko
Legyél kedves hozzám!
- le cukta be'u cu zvati ma
Kell nekem a könyv. Hol van?
- ko ga'inai nenri klama le mi zdani
Megtiszteltetésnek venném, ha eljönne hozzám.
- le nanmu cu ninmu
Ez a férfi/férfiak nő/nők.
- seri'agi mi jgari lei djacu gi mi jgari le kabri
Megragadtam a vizet, mert megragadtam a csészét

### Nyelvtörők
- lo'u lu le la li'u le'u
- le crisa srasu cu rirci crino
- tisna fa la tsani le cnita tsina lo tinci tinsa
- la .bab. zbasu loi bakyzbabu loi bakygrasu
- mi na djuno le du'u klama fa makau la .makaus. makau makau makau
- le jbijbejbo cu cpucpacpe le jbajbu le cpicpare
- lo la .santas. santa'a santa

### Vers
- xekri je blanu nicte